# Стів Роадс
Стівен «Стів» Бартоломью Роадс (англ. Steven «Steve» Bartholomew Rhoades) — один з головних персонажів серіалу «Одружені … та з дітьми». Його роль виконує актор Девід Гаррісон.
Стів — колишній чоловік Марсі Д'арсі. Раніше Стів працював у «Головному банку Чикаго», але його звільнили з роботи у четвертому сезоні. У тому ж сезоні Стів залишає Марсі та їде працювати рейнджером у національний парк Йосеміті. Розлучення Стіва та Марсі ніколи не було показане, але повинно було відбутись до її одруження з Джефферсоном Д'арсі. Стів повертався чотири рази: у серіях «Яйце та я» (як рейнджер у законі), «Пеггі та пірати» (у ролі жорстокого Рубіо у розповіді Пеггі), «Дістаньте додж з-під землі» (як водій декана університету Трумейна) та «Вільне радіо Трумейна» (як декан університету Трумейна).

## Цікаві факти
- У школі він грав на акордеоні та саксофоні.
- Його мати живе у Цинциннаті.
- Його батько покінчив життя самогубством.